# Akvarij-terarij Maribor

Akvarij–terarij Maribor je bil ustanovljen leta 1953, v stavbi na obrobju Mestnega parka v Mariboru, ki jo je zasnoval v Mariboru delujoči arhitekt Max Czeike. V obdobju med obema vojnama je v stavbi delovala kavarna Park.

## Akvarij
Akvarij je bil ustanovljen leta 1953, ob začetku obstoja je akvarij razstavljal vodno floro in favno, ki sta bili značilni za ožjo Slovenijo, vendar so obiskovalci želeli, in tudi razvoj akvaristike je zahteval, da ustanova razširi svojo dejavnost. Prvi direktor Vilko Rechberger, je začel navezovati stike z akvariji in živalskimi vrtovi po svetu, tako da je akvarij lahko predstavljal vsako leto več novih živali iz različnih delov sveta.
Akvarij danes obsega devetintrideset velikih akvarijev, ki posnemajo rečne, jezerske in morske habitate iz različnih koncev sveta, v njih je 120 raznih vrst rib, tudi pisane in nenavadne (eksotične) ribe iz tropskih rek in morij, prav tako pa so zanimive tudi živali iz Jadranskega morja.
Mariborski akvarij je danes eden izmed najbolj poznanih akvarijev v južni in srednji Evropi, uvrščen je v vse registre evropskih in svetovnih akvarijev ter živalskih vrtov, univerza v Waikikiju na Havajih ga je celo uvrstila na seznam svetovno pomembnih akvarijev.

## Terarij
Terarij sicer nima tako dolge tradicije kot akvarij, saj gre za novejši oddelek.
V oddelku terarija je predstavljenih več kot sto vrst plazilcev, dvoživk in žuželk.

## Upravljanje in strokovno vodstvo
Lastnik mariborskega akvarija in terarija je Mestna občina Maribor, z njim pa upravlja Javno podjetje Snaga d.o.o. Za vršilca strokovnih in ogranizacijskih nalog je bil imenovan Branko Kolar.